# Kalendarium historii Przysiek
Przysieki – wieś w Polsce położona w województwie podkarpackim, w powiecie jasielskim, w gminie Skołyszyn.

## Kalendarium dziejów Przysiek do 1945

### Dzieje najstarsze
- Lata 770–780 – powstanie grodu w Trzcinicy[1] powoduje rozwój osadnictwa Słowian nad rzeką Ropą[2].
- IX wiek – ziemie: biecka i jasielska wchodzą w skład państwa Wiślan.
- U schyłku X wieku – tereny te są zależne od państwa gnieźnieńskiego i stanowią jego południowo-wschodnie rubieże[3].
- XI wiek – ukształtowała się w tym rejonie na dłuższy czas granica Polski z Węgrami i Rusią. Takie położenie ma wpływ na dalszy rozwój osadnictwa.
- XII wiek – rody rycerskie zakładały wsie. W tym czasie ukształtowała się prawdopodobnie osada Przysieki.
- 1326 – została erygowana parafia Sławęcin i od samego początku jej istnienia Przysieki do niej należały[4].
- Przełom XIII/XIV wieku – wojny i zarazy wyludniały ziemię biecką i jasielską dlatego król Kazimierz Wielki rozpoczął powtórną akcję kolonizacyjną tych terenów poprzez ich rewindykację z rąk prywatnych i kościelnych. I tak król odkupił istniejącą słabo zaludnioną osadę Przysieki od Michała z Grabia[5].

### I Rzeczpospolita
- 1 grudnia 1364 – w Krakowie król Kazimierz Wielki założył wieś Przysieki na prawie niemieckim (magdeburskim) i powołując sołtysa Wojciecha ze Starego Sącza[6]. Według przywileju lokacyjnego maksymalny rozmiar osady pod uprawę nie mógł przekroczyć 26 łanów frankońskich wymierzonych przez mianowanego sołtysa i wieś została zwolniona od podatków na 20 lat od nowych terenów uprawnych i na 6 lat od zasiedlonych pól już uprawianych (1 łan frankoński = 24,2 ha)[5]. Odtąd Przysieki stały się własnością królewską aż do pierwszego rozbioru Polski w 1772 i jako tenuta (dzierżawa) były we władaniu wielu rodów nie tylko szlacheckich.
- Przed 1480 – Jan Długosz: we wsi był folwark i łany kmiece.
- 1485 – Przysieki z sołectwem znajdowały się w posiadaniu Jana Pieniążka (zm. 1486) herbu Odrowąż, cześnika krakowskiego[5].
- 1494 – Przysieki przejęła Beata Pieniążek[5].
- 1570 – wieś objął Stanisław Taszycki, średni szlachcic[7]
- XVI wiek – Przysieki ze sołtystwem wchodzą w skład klucza dóbr królewskich czyli starostwa niegrodowego z siedzibą w Trzcinicy, do którego należą jeszcze Siedliska Sławęcińskie, Pusta Wola i Jareniówka[4].
- 1581 – starostwo trzcinickie należało do hr. Zofii z Marszowic Ocieskiej[4].; wieś dzierżawił Taszycki i są to: 3 łany kmiecie, 3 zagrody z rolą, 4 komorników z bydłem, 7 komorników bez bydła, karczma i krawiec[8].
- 1595 – tenutę trzcinicką trzymał Joachim Ocieski kanclerz koronny, starosta olsztyński (zm. 1613) najmłodszy syn Jana i Zofii Ocieskich. W skład dzierżawy wchodzą: Gądki folwark, Jareniówka, Przysieki, Przysieczki, Pusta Wola, Siedliska Sławęcińskie i Trzcinica. Przysieki liczyły wtedy poniżej 200 mieszkańców[9].
- 1629 – Przysieki dzierżawił Rusiecki i płacił podatek w wysokości 26 florenów 16 gr. od 3 7/12 łanów, 3 zagród z rolami, 1 komornika z bydłem, 7 komorników bez bydła i 2 kół zakupnych[10].
- lata 1634–1710 – wieś była w rękach starostów libuskich, rodziny Rejów. W 1634 wieś przejął Andrzej Rej z Nagłowic wnuk poety Mikołaja, sekretarz króla Władysława IV, starosta libuski. Po nim jego syn Mikołaj w latach 1640–49. W latach 1649–1683 wieś dzierżawił drugi syn Andrzeja Władysław Rej wojewoda lubelski, starosta libuski i płacił podatek w wysokości 177 florenów (od takiego samego majątku jak w 1629 roku)[11], a po jego śmierci w latach 1683–84 jego żona Teofila (z Gorajskich). Następnie ich syn Jan Rej w latach 1684–1709, a po jego śmierci w latach 1709–1710 jego żona de Braun Sinnicka[12].
- 1710 – na mocy zrzeczenia przejął wieś Józef Sierakowski starosta olszański.
- 1731 – tenutariuszem Przysiek był Jerzy Ignacy Lubomirski starosta libuski.
- 1754 – dzierżawcą był Józef Jordan.
- 1768 – tenutę trzymał Wilhelm Siemieński starosta biecki i libuski.
- 1772 – starostwo trzcinickie dzierżawili Wilhelm (1722–1802) i Petronela (z Reklewskich) Siemieńscy[4][13]. Wtedy Przysieki ze sołtystwem w dalszym ciągu wchodziły w skład klucza dóbr królewskich czyli starostwa niegrodowego z siedzibą w Trzcinicy, do którego należały jeszcze Siedliska Sławęcińskie, Pusta Wola i Jareniówka[14].

### Okres rozbiorów
- 1772 – po I rozbiorze Polski Przysieki znalazły się w zaborze austriackim. Władze austriackie przystąpiły do zbywania królewszczyzn w ręce prywatne.
- 1777 – starostwo Trzcinica (wraz z Przysiekami) zostało sprzedane[7], a nabył je Stanisław Jabłonowski, zięć Siemieńskich. Stanisław (zm. w 1806) i jego żona Anna (zm. w 1836) są pochowani w krypcie ołtarza bocznego kościoła w Trzcinicy[13].
- W następnych latach kolejnymi właścicielami byli Stadniccy, bo córka Jabłonowskich Józefa wyszła za Antoniego Stadnickiego (zm. 15.08.1836 w Trzcinicy)[12].
- 1813, 1844 – wieś nawiedziły powodzie wywołane wylewami Ropy.
- 1828, 26 września  – wieś w była posiadaniu małoletnich Stadnickich: Aleksandra, Kazimierza, Władysława i Zygmunta (synowie Antoniego i Józefy), na mocy podziału rodzinnego po księżnej Annie Jabłonowskiej[4].
- 1845 – czeski Żyd Jan Klominek założył w sąsiedniej Trzcinicy (obecnie teren Zespołu Szkół Rolniczych) browar parowy i kupił do tego celu około 100 ha gruntu głównie w Przysiekach od Stadnickich[15].
- 1847, 31 października – starostwo przejął hr. Władysław Stadnicki (1810-1882) w wyniku spłat i darowizn po Stadnickich[4].
- 1855 – Aleksander i Władysław Stadniccy figurowali jako właściciele Przysiek[16].
- 1856 – Józef Bärenreither nabył od Stadnickich starostwo trzcinickie wraz z Siepietnicą i Binarową[12].
- 1865 – Józefa Bärenreither odziedziczyła wieś po Józefie Bärenreither.
- 1870 – obszar wsi wynosił: grunty orne – 833, łąki i ogrody – 106, pastwiska – 119 i lasy – 97 morgów niższo-austriackich i mieszkało 540 osób[17].
- 1872, 9 marca – hr. Szczęsny Włodek, powstaniec 1863 roku (zm. 23.05.1878 i pochowany na cm. w Trzcinicy) zakupił wieś od Józefy Bärenreither[12].
- 1884 – uruchomiono linię kolejową ze stacją w Przysiekach (do 1952 stacja nazywała się Trzcinica). W czasie budowy kolei wielu mieszkańców pracowało przy nasypach i układaniu szyn[15]. Inwestycja wpłynęła na ożywienie gospodarcze wsi.
- 1888 – wieś liczyła 645 mieszkańców i miała 103 domy.
- 1897 – właścicielem majątku dworskiego był hr. Stanisław Włodek syn Szczęsnego Włodka. Ogólna powierzchnia gospodarstwa dworskiego z zabudowaniami wynosiła wtedy 230,13 ha w tym 65 ha lasów, z liczbą 87 osób na stałe w nim pracujących[18].
- 1899 – powstała w Przysiekach Ochotnicza Straż Pożarna. Działało także kółko rolnicze a przy nim kasa pożyczkowa, z której korzystali rolnicy[15].
- 1905 – browar Klominka zatrudniał 52 robotników, kilka osób z Przysiek[15].
- 1910 – wieś liczyła 785 mieszkańców[19].
- Lata 1914–1918 – podczas I wojny światowej Przysieki zostały częściowo zniszczone, przez wieś parokrotnie przechodził front.

### II Rzeczpospolita
- Lata 1918–1939 – okres międzywojenny przyniósł ożywienie gospodarcze związane z powstaniem nowych zakładów pracy w Jaśle między innymi Gamrat (w ramach COP), huty szkła, rozbudowy rafinerii w Niegłowicach, w których zatrudnienie znaleźli mieszkańcy Przysiek. We wsi działa OSP i Związek Strzelecki. W tym okresie gospodarstwo dworskie prowadziło hodowlę zwierząt gospodarskich i posiadało oborę z buhajami zarodowymi rasy czerwonej[15].
- 1922, 18 grudnia - zmarł Stanisław Włodek właściciel dóbr w Przysiekach i części Trzcinicy[20]. Przysieki zapisał synom swej siostry Stefanii de Laveaux- Mieczysławowi de Laveaux i Adamowi de Laveaux. Cały majątek dworski liczył wtedy 490 ha[21].
- 1924, 27 września - odbył się ślub Mieczysława de Laveaux z Marią Karoliną Chwalibóg z Jasła[22].
- 1925 – zbudowano drewniany młyn.
- 1926, 19 kwietnia - zmarł Mieczysław de Laveaux i Przysieki pozostały w rękach jego żony Marii de Laveaux i syna Stefana[22].
- 1928 – przeprowadzono regulację zakola rzeki Ropy.
- 1931 – wieś liczyła 773 mieszkańców[23].
- Lipiec 1934 – duże straty przyniósł wylew rzeki Ropy.
- Lata 1934–1936 – wybudowano dom ludowy i remizę strażacką. To głównie zasługa strażaków OSP[15].

### Okupacja niemiecka
- 1939, 8 września – trwa II wojna światowa; od strony Biecza atakowały wojska niemieckie 1 dywizji górskiej. Po porannej wygranej walce z polskim plutonem cekaemów na drodze na granicy Skołyszyna i Sławęcina rozpoczęły szybki marsz przez Siedliska Sławęcińskie, Przysieki i Trzcinicę na Jasło[23].
- Okupacja niemiecka, pomimo że nie przyniosła wielkich strat materialnych, zapisała się tragicznie dla mieszkańców w wymiarze ludzkim i moralnym. Wielu Przysieczan należało do ruchu oporu. We wsi działała Drużyna Armii Krajowej dowodzona przez Sylwestra Oleszkowicza podporządkowana Placówce Skołyszyn (Obwód Jasło). Należeli do niej Stanisław Stój, Władysław Pawluś pseudonim "Lipa", Wojciech Pawluś ps. "Orzeł", Stanisław Gorczyca ps. "Osika" , Roman Gorczyca, Edward Goleń i inni[24].
- 1943 – wieś liczyła 789 mieszkańców[23].
- 1943, 2 lutego – na stacji PKP w Przysiekach wybuchł pożar cysterny z paliwem na front wschodni (spowodowany prawdopodobnie przez podłożone płytki fosforowe w Jedliczu albo zaprószenie ognia). Jasielskie gestapo uznało ten wypadek za sabotaż i rozstrzelało trzy osoby a kilkanaście aresztowało. Zostali osadzeni w Oświęcimiu[25][23][15].
- 1943, wiosna – oddział Gwardii Ludowej dowodzony przez Wojciecha Kwilosza (ps. Tomek) zniszczył urządzenia ruchowe na stacji kolejowej w Przysiekach, powodując 48 godzinną przerwę w ruchu[23].
- 1944, 7 czerwca – zastrzelony został w Przysiekach przez policję niemiecką jej mieszkaniec (Stój Stanisław)[23].
- 1944, wrzesień – w Przysiekach zatrzymało się wielu mieszkańców wysiedlonych z Jasła, Zimnej Wody i z wiosek gminy Tarnowiec[15].
- Lata 1944–1945 – pod koniec wojny w budynkach dworskich kwaterowała Kompania Wojskowa Wehrmachtu tzw. aprowizacyjna, która dostarczała amunicję i żywność na linię frontu[15].
- 1945, 15 stycznia – Przysieki zostały wyzwolone spod okupacji niemieckiej w wyniku natarcia Armii Czerwonej (76 Pierekopska Dywizja Artylerii Przeciwlotniczej płk. F. Bolbata)[26][23].

### PRL
- 1945 – Maria de Laveaux była właścicielem majątku dworskiego w Przysiekach o powierzchni 186,64 ha. Mocą dekretu PKWN o przeprowadzeniu reformy rolnej z 6 września 1944 gospodarstwo dworskie zostało przejęte przez państwo, a następnie rozparcelowane. Grunty rolne o powierzchni 124,06 ha podzielono pomiędzy: 6 rodzin służby, 9 rodzin bezrolnych chłopów, 36 rodzin gospodarstw karłowatych i 48 rodzin chłopów małorolnych. Obszar 44,66 ha lasów przeszedł na Nadleśnictwo Państwowe Kołaczyce. Resztę pozostawiono na cele państwowe i społeczne i był to obszar 11,79 ha gruntu i 4 budynki a zarządzała nimi Gminna Spółdzielnia Samopomoc Chłopska w Skołyszynie. Podzielono także majątek Barbary i Władysława Klominków obejmujący w Przysiekach obszar 35 ha pomiędzy 42 rodziny[18]. W ten sposób dokonała się zasadnicza zmiana stosunków własnościowych wsi. Odtąd rolnictwo funkcjonuje w formie gospodarstw indywidualnych o dużym rozdrobnieniu.

### Galeria

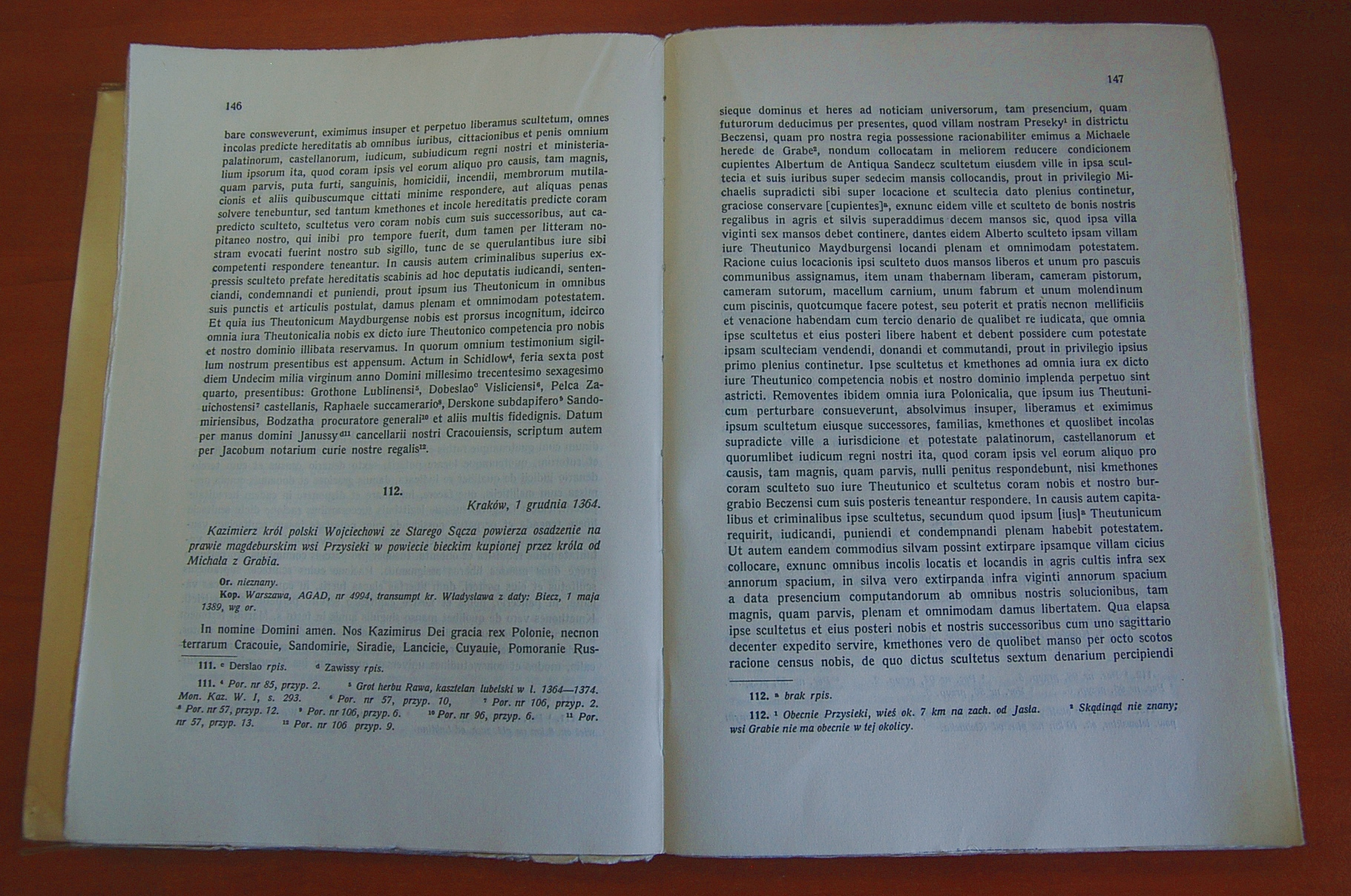
Przywilej lokacyjny z 1364 (w Zb.Dok.Małop.)
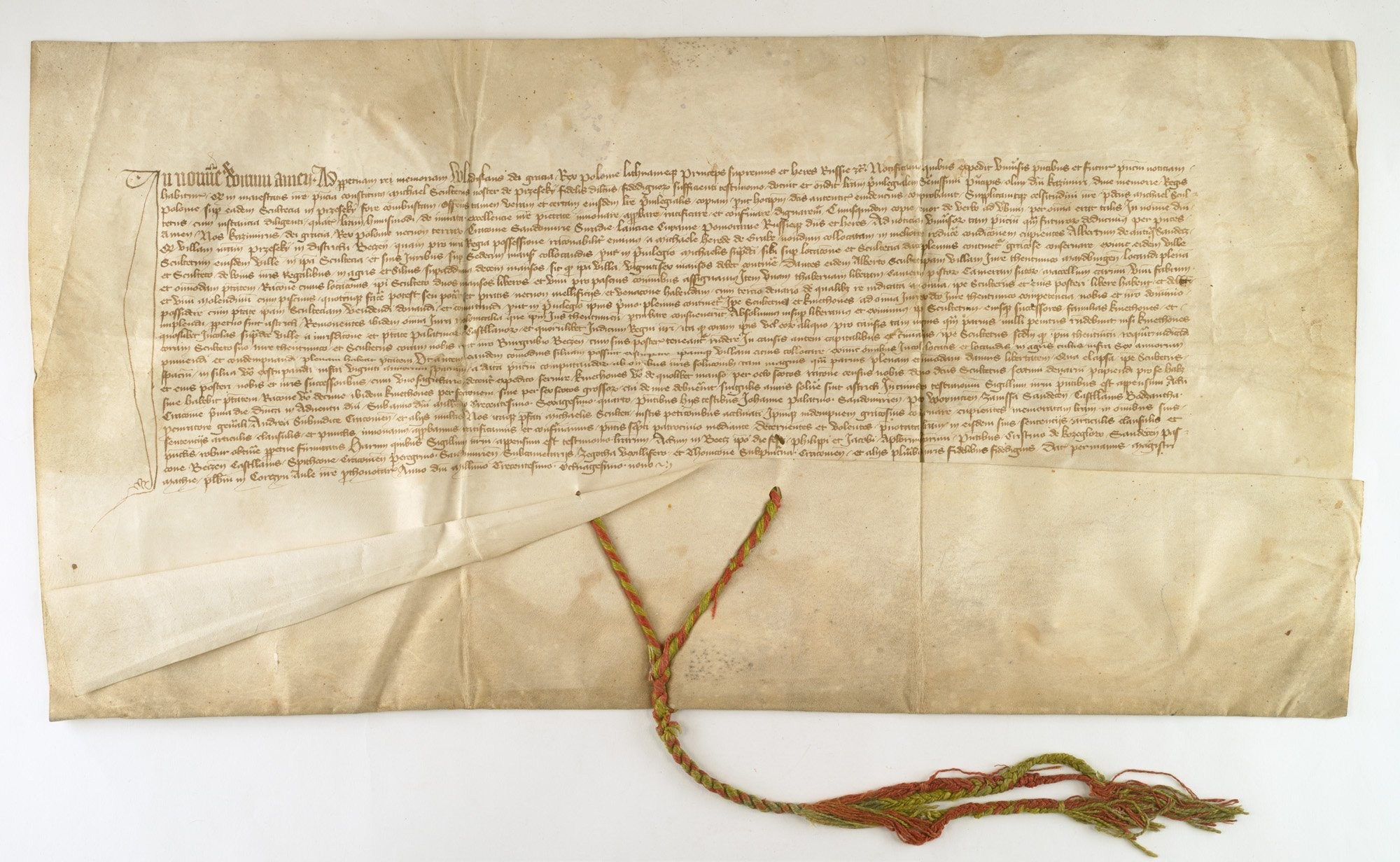
Przywilej transumowany w 1389 (w Zb.Dok.Małop.)
Herb Ocieskich-Jastrzębiec
Herb Stadnickich-Szreniawa bez Krzyża
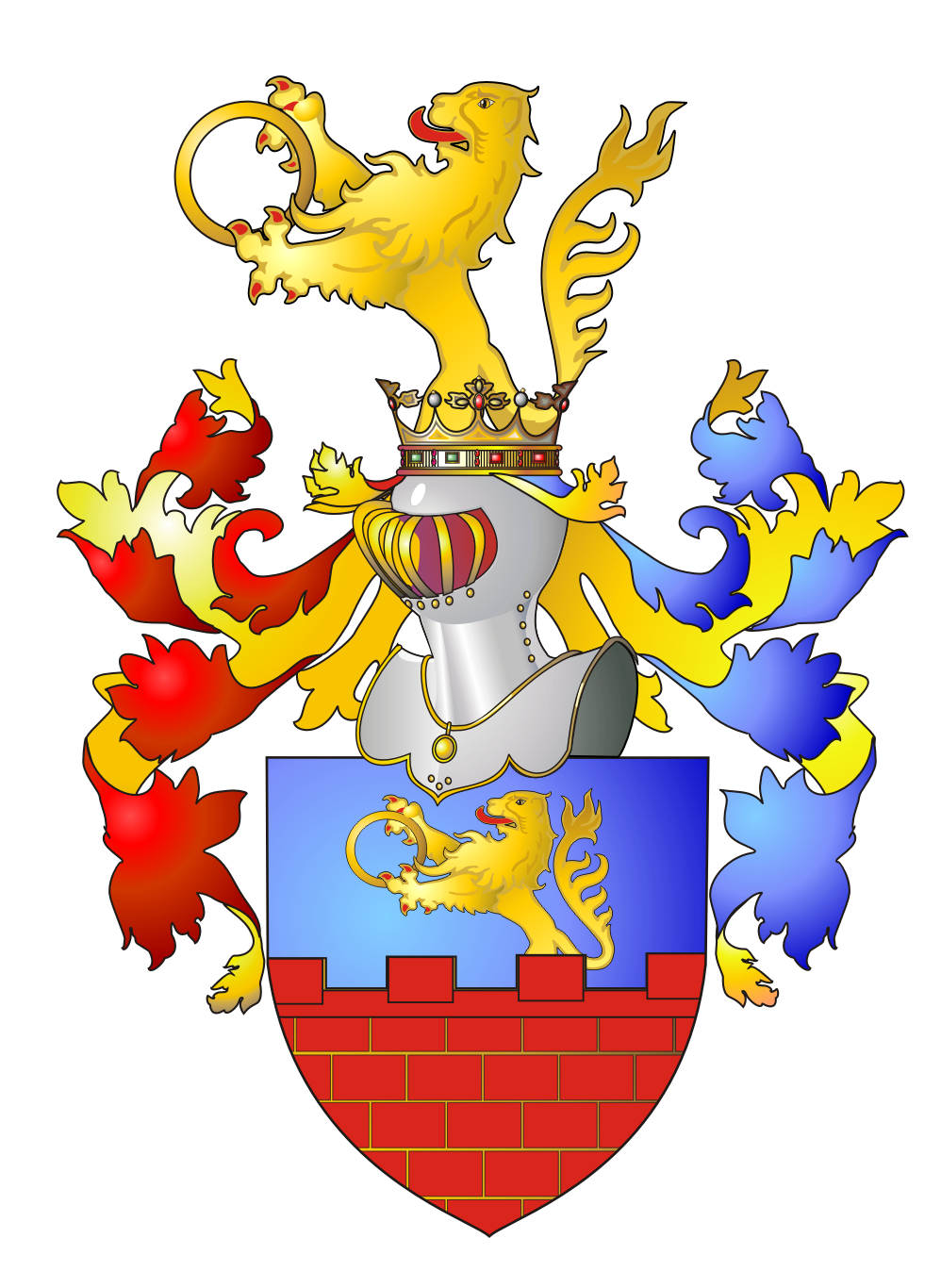
Herb Włodków-Prawdzic
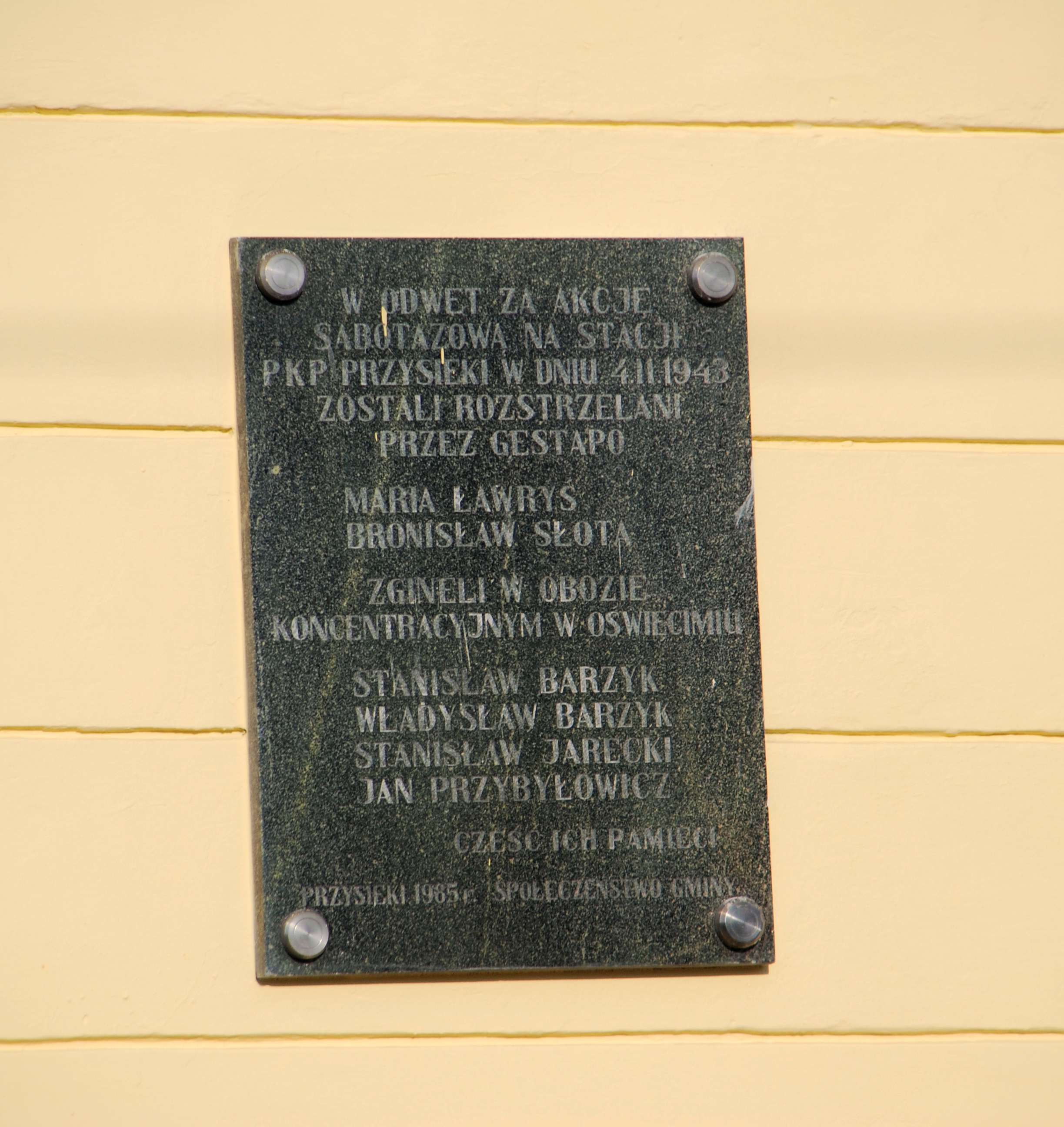
Tablica pamiątkowa na dworcu kolejowym